# Chválov (Drslavice)
Chválov (německy Chwalow) je osada, část obce Drslavice v okrese Prachatice v Jihočeském kraji. Nachází se asi půl kilometru jihozápadně od Drslavic. Je zde evidováno 5 adres. V roce 2011 zde trvale žilo třináct obyvatel.
Chválov leží v katastrálním území Švihov u Lažišť o výměře 4,75 km².

## Historie
Chválov vznikl k 10. dubnu 2003 jako část obce Drslavice v okrese Prachatice.

## Obyvatelstvo
| Rok            | 1869 | 1880 | 1890 | 1900 | 1910 | 1921 | 1930 | 1950 | 1961 | 1970 | 1980 | 1991 | 2001 | 2011 | 2021 |
| -------------- | ---- | ---- | ---- | ---- | ---- | ---- | ---- | ---- | ---- | ---- | ---- | ---- | ---- | ---- | ---- |
| Počet obyvatel | 0    | 48   | 41   | 30   | 27   | 0    | 17   | 0    | 0    | 0    | 0    | 0    | 12   | 13   | 12   |
| Počet domů     | 0    | 6    | 7    | 7    | 6    | 6    | 5    | 0    | 0    | 0    | 0    | 0    | 4    | 5    | 5    |

## Pamětihodnosti a zajímavosti
- Ve vsi stojí dvě kaple, jedna nedaleko domu čp. 35 a druhá, výklenková, nedaleko čp 15.
- U odbočky ke vsi z hlavní silnice je křížek s lavičkou.
- Před stavením čp. 6 se naćhází výběh pro vysokou zvěř.

## Další fotografie

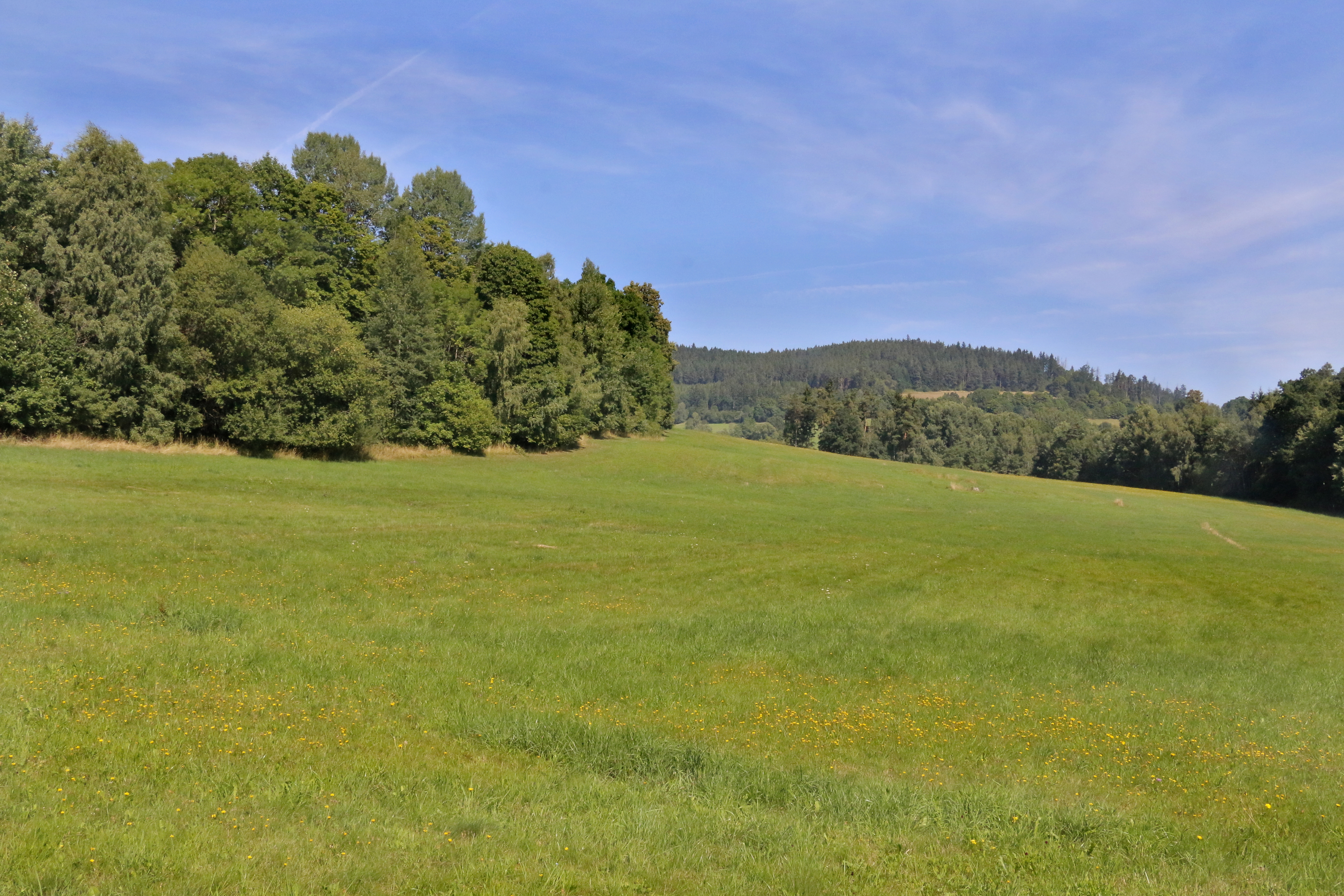
Krajina u vsi
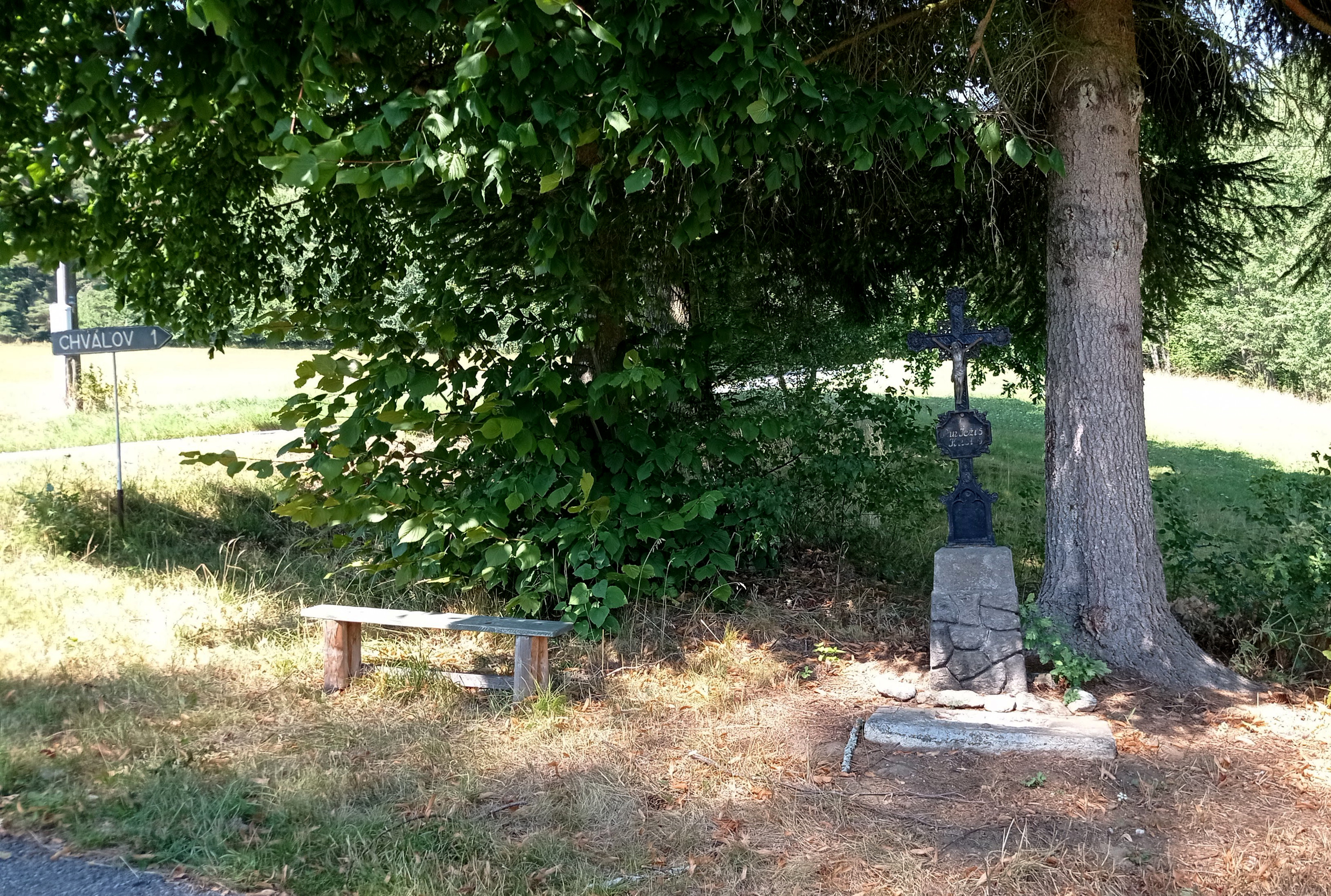
Křížek s lavičkou u odbočky na ves
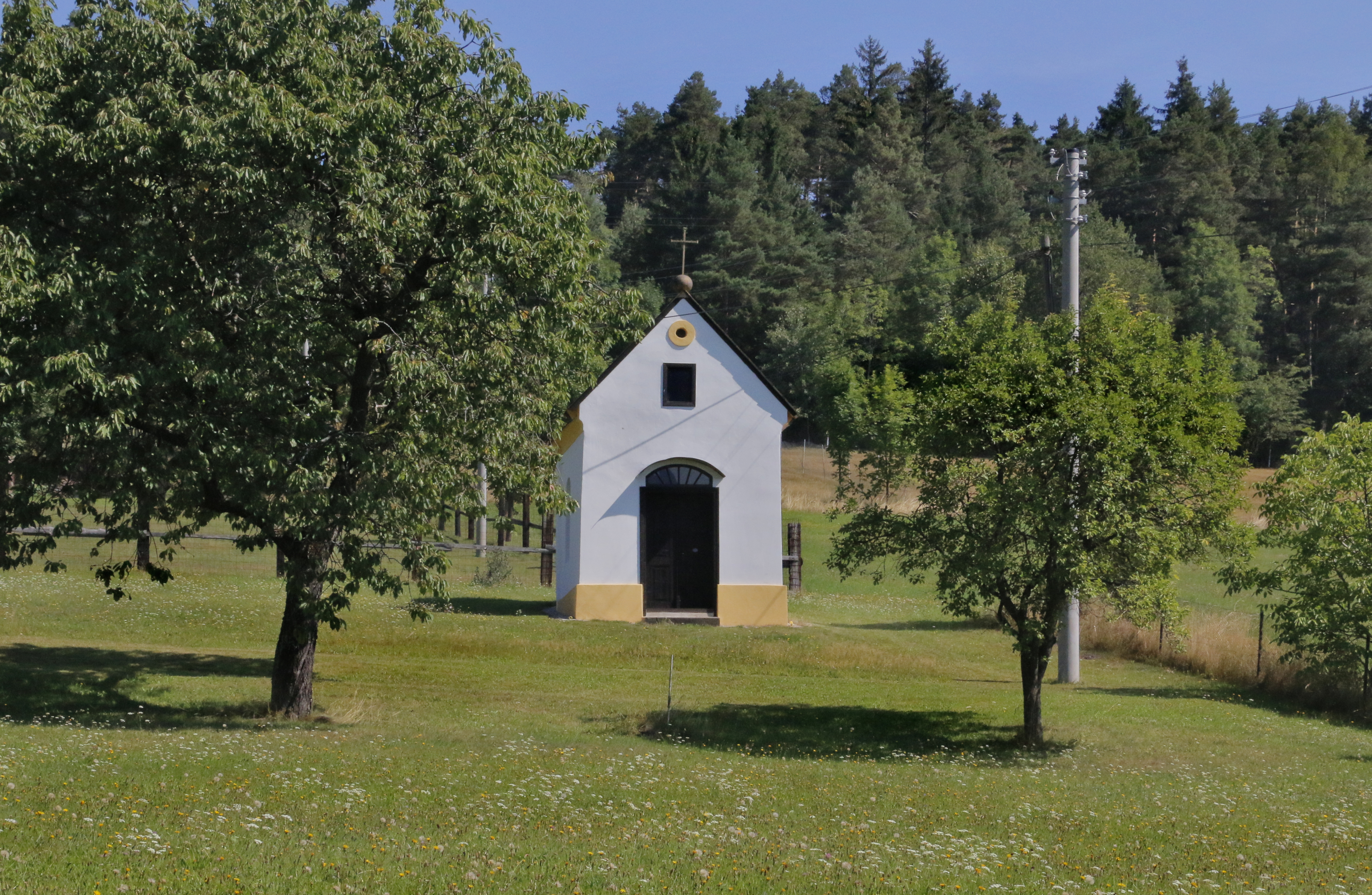
Kaple na louce
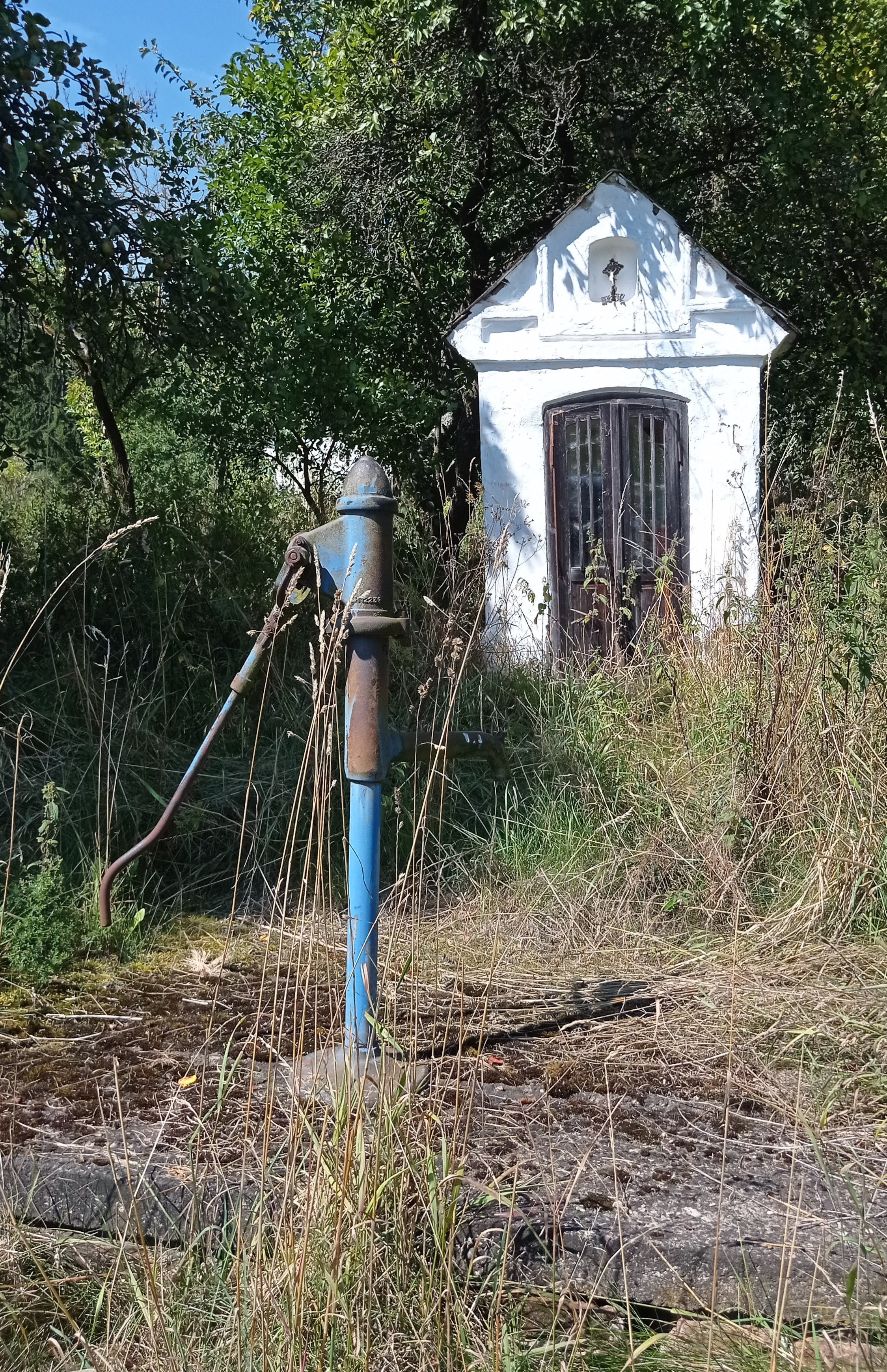
Kaple s pumpou před čp. 15